# Glypta viktorovi
Glypta viktorovi là một loài tò vò trong họ Ichneumonidae.